# Le Martyre de saint Laurent (Fra Angelico)
Ne doit pas être confondu avec Le Martyre de saint Laurent.
Le Martyre de saint Laurent est une fresque de la chapelle Nicoline, réalisée dans le palais apostolique du Vatican par Fra Angelico et ses collaborateurs (dont Benozzo Gozzoli) entre 1447 et 1448 environ. La fresque occupe le volet droit du registre médian du mur droit et est le cinquième et dernier épisode des Histoires de Saint Laurent.

## Histoire
Fra Angelico a travaillé sur la chapelle Nicoline pendant son séjour à Rome entre 1445 et 1450. Les premiers documents attestant les fresques sont datés du 9 mai et 1er juin 1447, sous le pontificat de Nicolas V, mais il est possible qu'ils aient déjà commencé les deux années précédentes, sous Eugène IV.
Les fresques de ce qui était la chapelle privée du pape devaient être terminées, après une pause de l'été 1447 lorsque le peintre se rendit à Orvieto, à la fin de 1448. En fait, le 1er janvier 1449, Angelico reçut la commission pour un nouvel emploi.

## Description
La scène du Martyre de saint Laurent est la plus endommagée de la série, et se rattache à gauche à Saint Laurent devant Valérien et idéalement aussi à la scène dans la lunette au-dessus du Martyre de saint Étienne. La scène est reliée à la précédente sans interruption par un personnage qui dépasse de la limite représentée par la différence des bâtiments. Malgré cette connexion et le cadre unique entourant les deux scènes, Fra Angelico n'a pas exploité de manière satisfaisante les possibilités d'unification spatiale, comme cela se produit par exemple dans les lunettes. Cet effet de séparation est également accentué par l'insertion d'une scène annexe se déroulant dans les prisons, visible d'une fenêtre avec une grille : saint Laurent convertissant le geôlier Hippolyte.
La scène du martyre est organisée de manière assez traditionnelle, avec la grille au premier plan et les bourreaux tout autour qui attisent les flammes et retiennent de force le saint en le bloquant par le cou. Au dessus se trouve la tribune sur laquelle Valérien assiste à la scène, flanqué de ses fonctionnaires, un schéma de composition déjà utilisé dans le panneau prédelle de la Condamnation sur le bûcher des saints Cosme et Damien.
Avec une insistance particulière, par rapport aux autres œuvres de Fra Angelico, on note ici la richesse de l'architecture, comme en témoigne le rang de niches avec des statues. Le bâtiment est plus idéalisé que réaliste et montre peut-être une influence des écrits de Leon Battista Alberti.

## Style

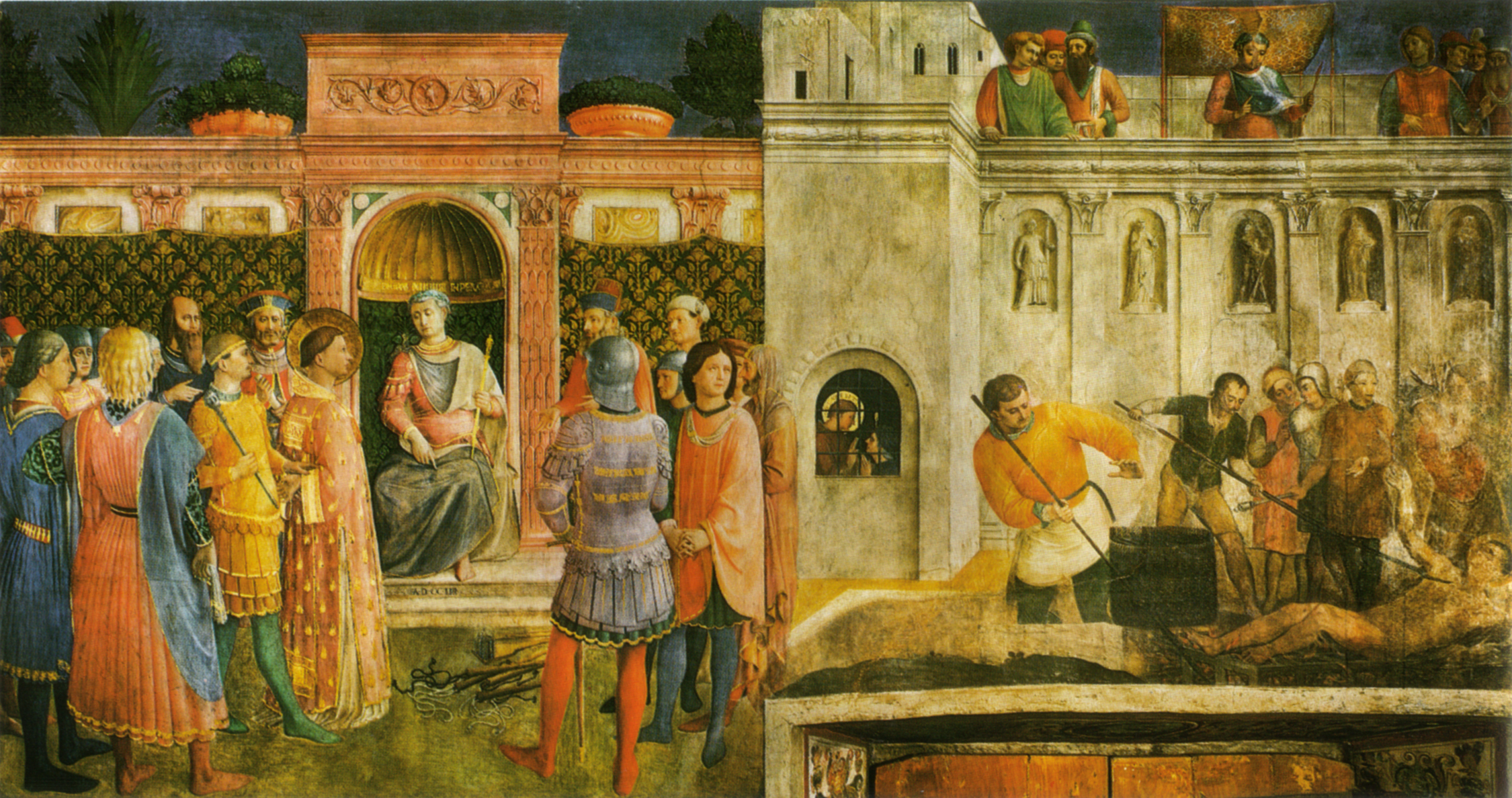
Union spatiale entre Saint Laurent devant Valérien et le Martyre de saint Laurent

Les fresques de la chapelle Niccoline sont profondément différentes de celles du couvent de San Marco à Florence (vers 1440-1445), en raison de la richesse des détails, des citations cultivées, des motifs variés, inspirés des principes de richesse, de complexité de composition et de variété. Comme l'ont souligné des érudits tels que John Pope-Hennessy, les différences ne sont pas dues à un développement du style de l'auteur, mais plutôt à la destination différente de la décoration : à San Marco, les fresques devaient accompagner et aider la méditation des moines, tandis qu'au Vatican, ils devaient célébrer la puissance et l'immensité des horizons intellectuels de la papauté dans l'entreprise de renouveler les gloires de la Rome antique après l'abandon désastreux de la ville pendant la captivité d'Avignon.
Comme dans les autres œuvres d'Angelico, l'élément central du tableau est la lumière claire et diffuse.

## Sources
- (it) Cet article est partiellement ou en totalité issu de l’article de Wikipédia en italien intitulé « Martirio di san Lorenzo (Angelico) » (voir la liste des auteurs).